# Wairoa (fleuve de Hawke's Bay)
Pour les articles homonymes, voir Wairoa (homonymie).
Le fleuve Wairoa (en anglais : Wairoa River) est un cours d’eau de la région de Hawke's Bay, dans l’île du Nord, en Nouvelle-Zélande.

## Étymologie
Le nom du fleuve, en langage maori, est : Te Wairoa Hōpūpū Hōnengenenge Mātangi Rau, qui signifie le cours d’eau « long, pétillant, tourbillonnant, inégal ».

## Géographie
Le Wairoa est situé à son origine à l’ouest de Gisborne, avant de s’écouler dans la partie nord de la baie de Hawke au niveau de la ville de Wairoa. Il s’écoule vers le sud sur 65 kilomètres à l’intérieur de la côte est de la baie de Hawke.
Il présente un bassin de drainage de 3 660 km2 qui inclut le lac Waikaremoana. 
Ses principaux affluents sont :
- la rivière Hangaroa ;
- la rivière Ruakituri ;
- la rivière Mangapoike ;
- la rivière Mangaaruhe ;
- la rivière Waikaretaheke.

La rivière Hangaroa et la rivière Ruakituri se rejoignent au niveau de Te Reinga Falls, près de la ville de Te Reinga ; c’est là que commence la rivière Wairoa. 
Le lac Waikaremoana est issu de la chute de la rivière Waikaretaheke, qui présente une confluence avec la rivière Waiau à quatorze miles de la côte.
Le 15 mai 1948, un important débordement du fleuve Wairoa submergea le pont de Wairoa et recouvrit une partie importante de la ville sur une hauteur de trois pieds soit un mètre d’eau. Cette inondation est l’une des plus importantes enregistrées pour l’ensemble des rivières de la Nouvelle-Zélande ; la crue du fleuve fut en effet importante : le débit, mesuré à Wairoa, atteignit 11 440 m3/s.
En 2010, fut proposé le projet de chemin de randonnée de la ville de Wairoa. Le chemin est un trajet pédestre et cyclable partant du pont sur la berge sud du fleuve Wairoa. Il est prévu qu’il puisse être prolongé pour faire le tour complet de la ville.

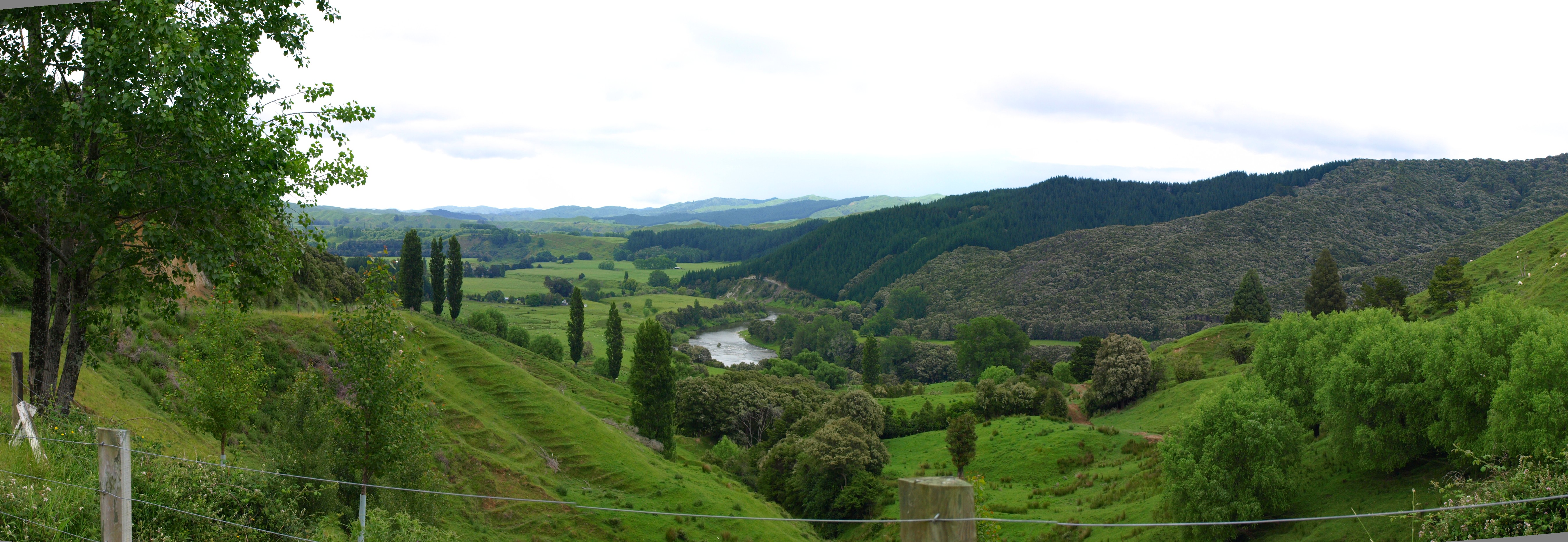
La vallée du fleuve Wairoa entre Te Reinga et Frasertown.